# ВВС Императорской армии Японии
Армейская авиация Сухопутных войск Императорской Японии  (яп. 大日本帝國陸軍航空隊 Дай-ниппон-тэйкоку рикугун-ко:ку:тай)(яп. ) — военно-воздушные силы Японской империи, подчинявшиеся Императорской армии Японии. По доктрине Сухопутных войск Императорской Японии, армейская авиация строилась по модели Имперских ВВС Германии. Непосредственными задачам авиации Сухопутных войск Императорской Японии считались как авиационная поддержка войск, так и завоевание господства в воздухе над полем боя. Армейская авиация также вела воздушную разведку в интересах Сухопутных войск, но из ее состава были исключены лёгкие самолёты и воздухоплавательные части артиллерии Сухопутных войск. Армейская авиация привлекалась к налётам на китайские города, подобных бомбардировкам Чунцина, но не имела в своём составе дальней бомбардировочной авиации, как авиация ВМС Императорской Японии.

## История

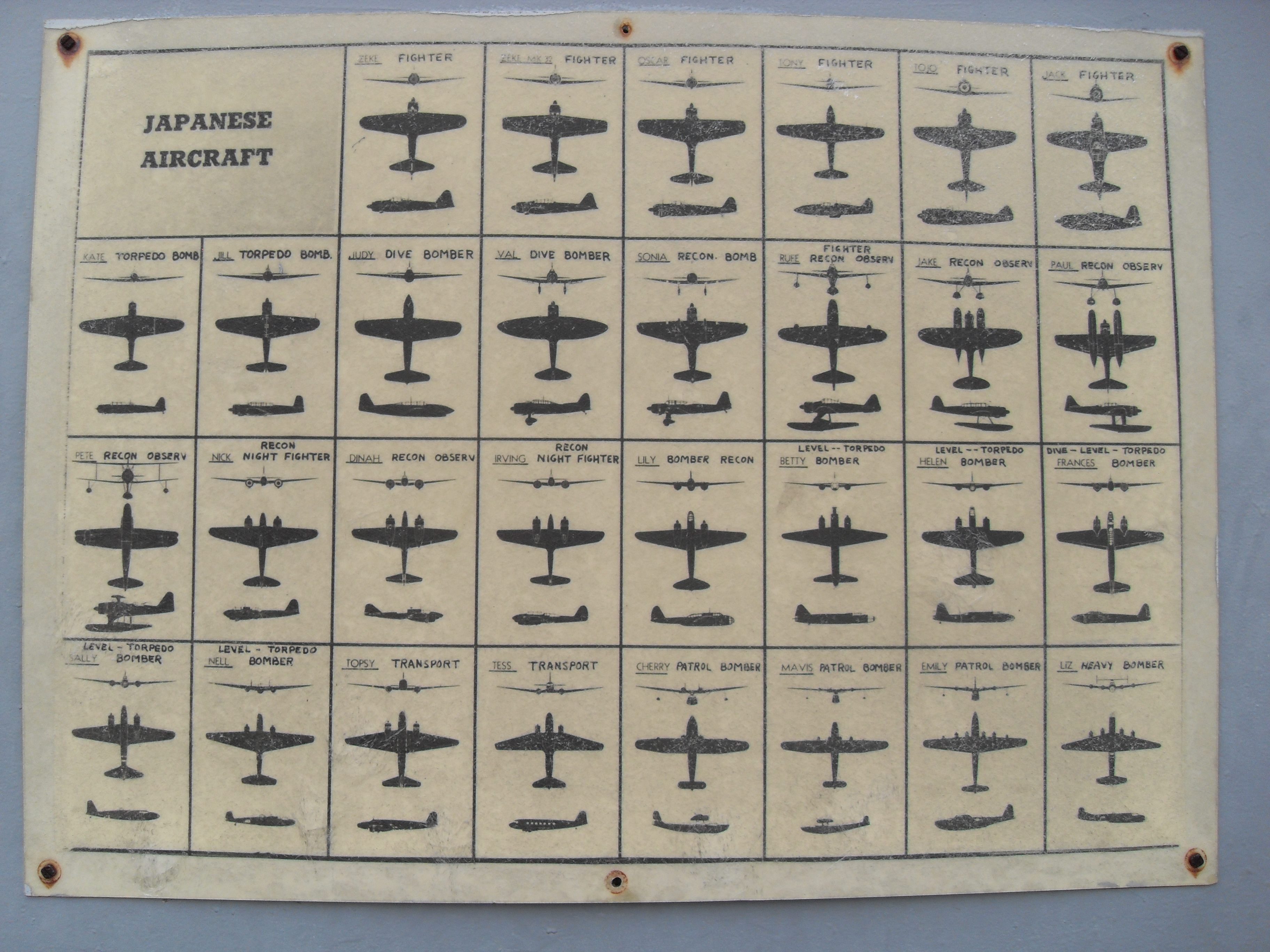
Американская таблица для определения японских самолётов

Японская армия использовала монгольфьеры в качестве воздушных наблюдательных пунктов ещё во время русско-японской войны 1904—1905 годов, а свой первый самолёт — биплан фирмы Farman — приобрела в 1910 году, однако серьёзная заинтересованность в армейской авиации появилась лишь во время Первой мировой войны. Японские военные наблюдатели в Европе быстро поняли преимущества новой техники, и по окончании войны Япония приобрела большое количество излишков военных аэропланов, включая Sopwith 1½ Strutter и продукцию фирм Nieuport и SPAD.
В 1919 году авиация была выделена в отдельную структуру в рамках министерства армии, а в 1920 году японские войска использовали авиацию в боях против Красной армии под Владивостоком в ходе интервенции в Россию.
Первая японская авиастроительная компания — Nakajima — была основана в 1916 году, она получила лицензии на производство самолётов en:Nieuport 24 и en:Nieuport 29C1, а также двигателей Hispano-Suiza; позднее она выпускала по лицензиям en:Gloster Gannet и Bristol Jupiter. Аналогичным образом Mitsubishi Heavy Industries получила в 1921 году лицензию на производство самолётов от компании Sopwith, а компания Kawasaki Heavy Industries начала производство французских бомбардировщиков en:Salmson 2, и наняла немецких инженеров для разработки собственных моделей (таких, как «Тип 88»); компания Kawasaki также производила авиадвигатели по лицензии от фирмы BMW. К концу 1920-х Япония производила самолёты собственных разработок, покрывавшие нужды армии, а к 1935 году уже обладала большим набором самых разных моделей.
К 1941 году в составе японских армейских ВВС имелось порядка полутора тысяч боеспособных самолётов, и в первый год войны на Тихом океане Япония смогла завоевать господство в воздухе на большинстве театров военных действий. Однако по мере продолжения войны Япония оказалась не в состоянии поддерживать высокий уровень производства самолётов из-за нехватки материалов и разрушения инфраструктуры производства, вызванного американскими бомбардировками Японских островов. Существенным фактором приведшим к потере японской авиацией превосходства в воздухе, стало падение квалификации летного состава из-за того,  что опытные экипажи были потеряны в боях, а ресурсов для срочной подготовки новых не хватало. К концу войны японские ВВС начали прибегать к атакам смертников, чтобы хоть как-то бороться с господством Союзников в воздухе.

## Соединения и части авиацииСухопутных войск

### Летные соединения и части
- Воздушная армия[3] — авиакорпус[4] авиадивизия[5] — авиаполк[6][7] — (отдельный) батальон АА[8][9]/авиаотряд[10][11] (отдельная) рота АА[12] — звено АА[13]

### Части МТО
- Аэродромные батальоны и роты МТО[14]

### Части специального назначения
- Авиачасти особого назначения[15][16]

## Структура авиацииСухопутных войск
До Первой мировой войны основной войсковой авиачастью Сухопутных войск Императорской Японии был батальон армейской авиации двухротного состава по 11 ед. аэропланов. Одно звено придавалось штабу батальона, таким образом батальон АА периода Первой мировой войны имел на вооружении до 27 ед. ЛА. Ротой армейской авиации командовал офицер Сухопутных войск в чине капитана.
В результате реорганизации армейской авиации в 1927 г., укрупненной частью авиации Сухопутных войск Императорской Японии стал авиаполк В смешанном авиаполку Сухопутных войск могло насчитываться от двух до четырёх батальонов АА различного назначения. После начала японо-китайской войны в 1937 г. оперативная обстановка потребовала наличия на фронте большого количества маневренных авиационных частей, что привело к выделению из авиаполков отдельных батальонов, и рот АА.

## Формирование эскадрилий авиацииСухопутных войск
В ходе японо-китайской войны в 1938 г. была проведена коренная реорганизация структуры авиации Сухопутных войск Императорской Японии. Вместо временно командируемых из состава авиаполков рот и батальонов на их базе были сформированы авиаэскадрильи батальонной структуры Сухопутных войск  (яп. рикугун хикосэнтай)
Эскадрилья авиации Сухопутных войск представляла выделенный из состава авиаполка сводный или специализированный батальон АА двух-трёхротного  (яп.  рикугун хикотютай) состава (девять машин по три звена)  (яп.  хикосётай)) с ротой МТО, но без батальона аэродромного обеспечения. Вместе с ЛА второй линии и штабного звена типовая эскадрилья  насчитывала 30 (РАЭ и БАЭ)-45 (ИАЭ) машин. Несколько  эскадрилий сводились в смешанную или специализированную авиабригаду  (яп.  рикугун хикодан), две бригады - в  авиадивизию<  (яп.  рикугун хикосидан) Сухопутных войск. До 3 авиадивизий на заморском ТВД могли сводиться в т. н. авиакорпус  (яп.  рикугун хикосюдан) Сухопутных войск. С 1942 г. корпуса авиации сводились или переименоввывались в воздушные армии (ВА)  (яп.  рикугун кокугун)).

## Формирование воздушных армийСухопутных войск
Во время Второй мировой войны все соединения и части армейской авиации Сухопутных войск Японии были сведены в четыре объединения АА оперативно-стратегического уровня. Ещё два объединения АА были сформированы к концу войны на Тихом океане:
| No. | Воздушная армия | Зона ответственности                   | Штаб ВА     |
| --- | --------------- | -------------------------------------- | ----------- |
| 1.  | 1-я ВА          | Метрополия о. Тайвань Корея            | г. Токио    |
| 2.  | 2-я ВА          | С. Китай Маньчжурия                    | г. Синьцзин |
| 3.  | 3-я ВА          | Индонезия Малайзия                     | г. Сингапур |
| 4.  | 4-я ВА          | Н. Гвинея                              | г. Рабаул   |
| 5.  | 5-я ВА          | Ю. Китай                               | г. Нанкин   |
| 6.  | 6-я ВА          | Запад метрополии о. Окинава о. Тайвань | о. Кюсю     |

## Реорганизации
В апреле 1944 г. командованием Сухопутных войск была проведена новая реорганизация ОШС частей армейской авиации. Аэродромные батальоны МТО из полков метрополии были переданы в состав эскадрилий на ТВД. Эскадрильи получили наименование ударных  (яп.  когэкитай), а батальоны МТО технических авиачастей (яп.  сэйбитай).
Другим шагом командования армейской авиации на завершающих стадиях войны на Тихом океане явилось решение т. н. «эскадрилий особого назначения»  (яп. 特別攻撃隊・特攻隊 токубэцу когэкитай, токкотай), то есть таранных частей «Камикадзэ». Основной задачей подразделений и частей «Камикадзэ» Сухопутных войск являлось ПВО метрополии путем таранных ударов по дальней авиации ВВС США (B-17 и B-29). У машин «камикадзэ» обычно снималось вооружение и укреплялся фюзеляж. Всего было сформировано порядка 170 отдельных рот и эскадрилий «Камикадзэ» Сухопутных войск, из них 57 на базе Учебной авиадивизии (УБАД АА). Последняя реорганизация авиации Сухопутных войск была проведена в 1945 г. в ходе подготовки к операции «Кэцу» (защите метрополии от вторжения). В ходе этой реорганизации все армии были слиты в единую структуру под командованием генерала Сухопутных войск М. Кавабэ.

## Боевая техника авиацииСухопутных войск

### Истребительная

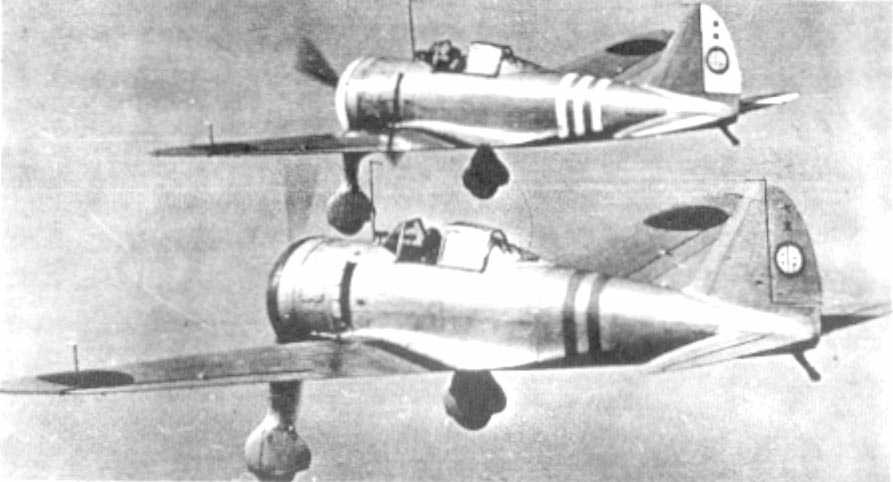
Истребитель «97»
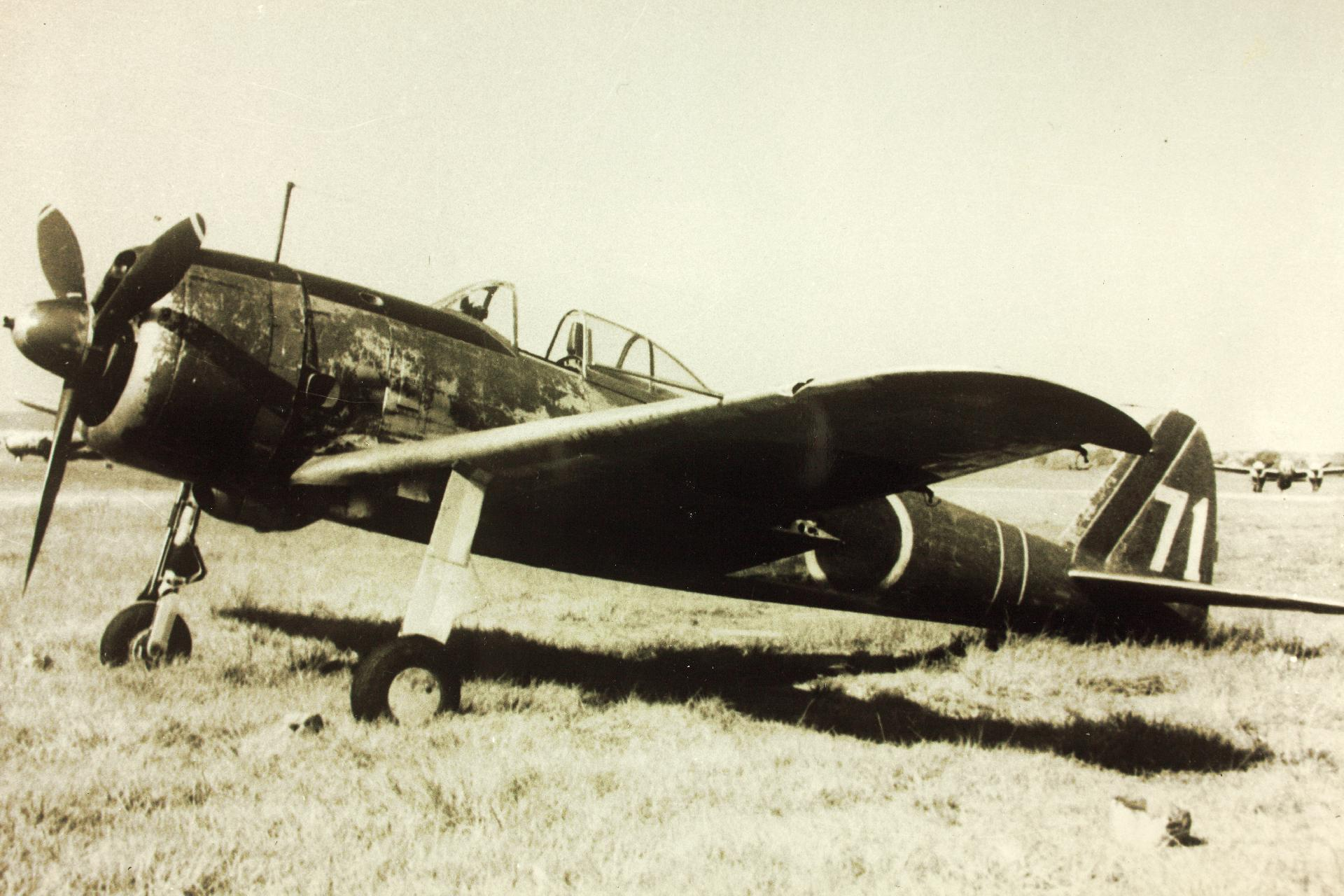
Истребитель «1»
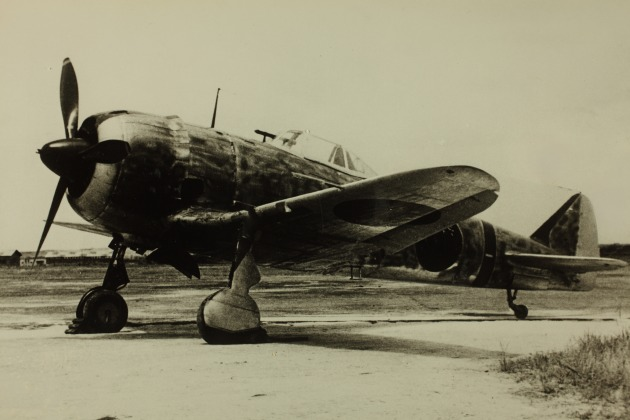
Истребитель «2»
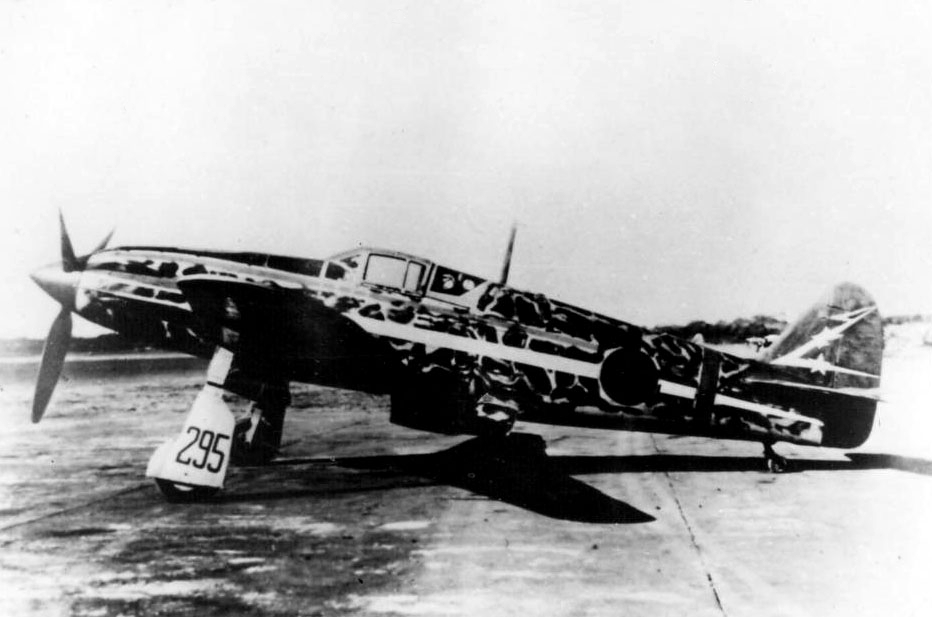
Истребитель «3»
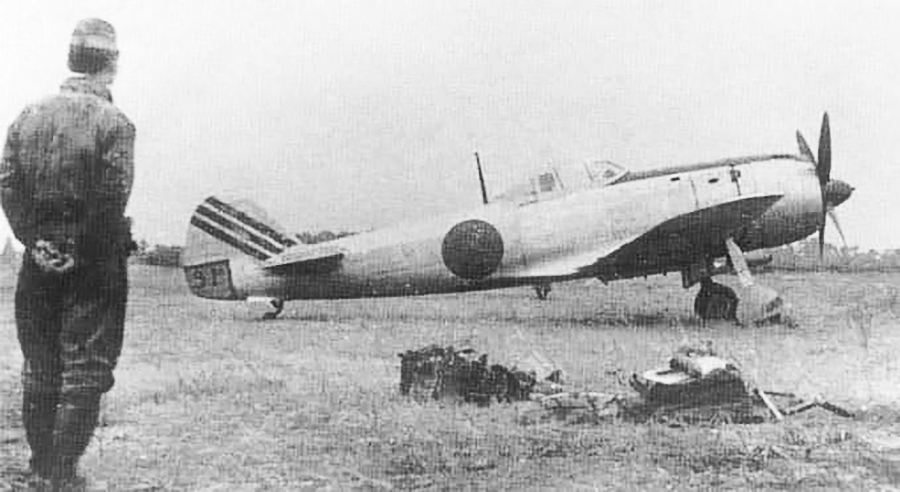
Истребитель «4»
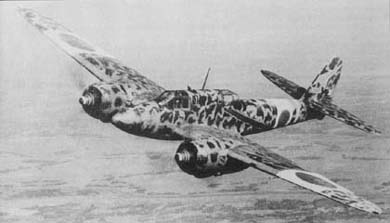
Перехватчик«2»
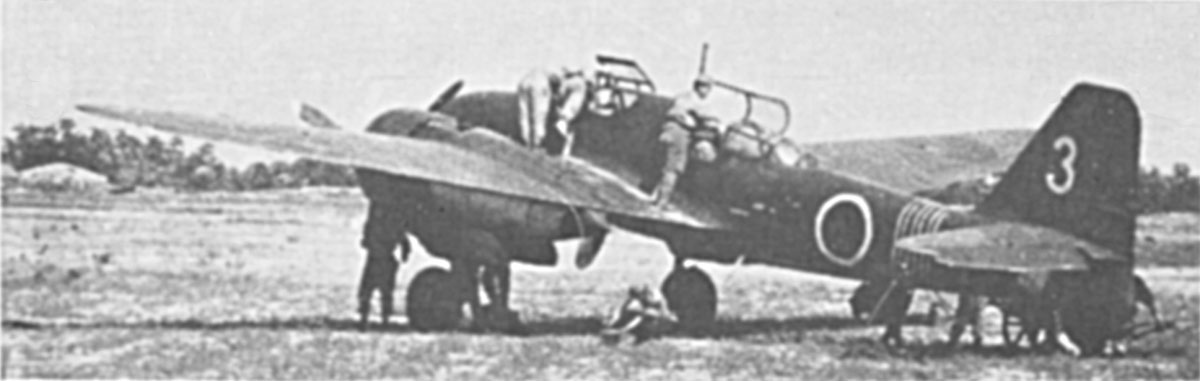
Перехватчик «4»

- Истребитель «97» («Ки. 27»)
- Истребитель «1» («Ки. 43»)
- Истребитель «2» («Ки. 44»)
- Истребитель «3» («Ки. 61»)
- Истребитель «4» («Ки. 84»)
- Перехватчик «2» («Ки. 45»)
- Перехватчик «4» («Ки. 102»)

### Бомбардировочная

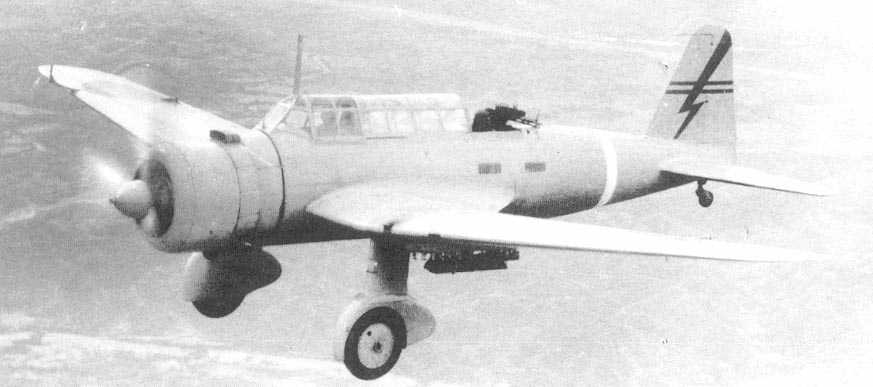
Легкий «97»
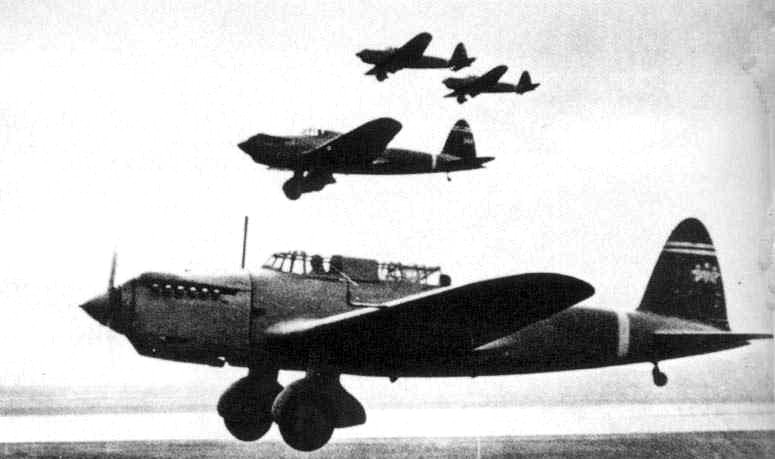
Легкий «98»
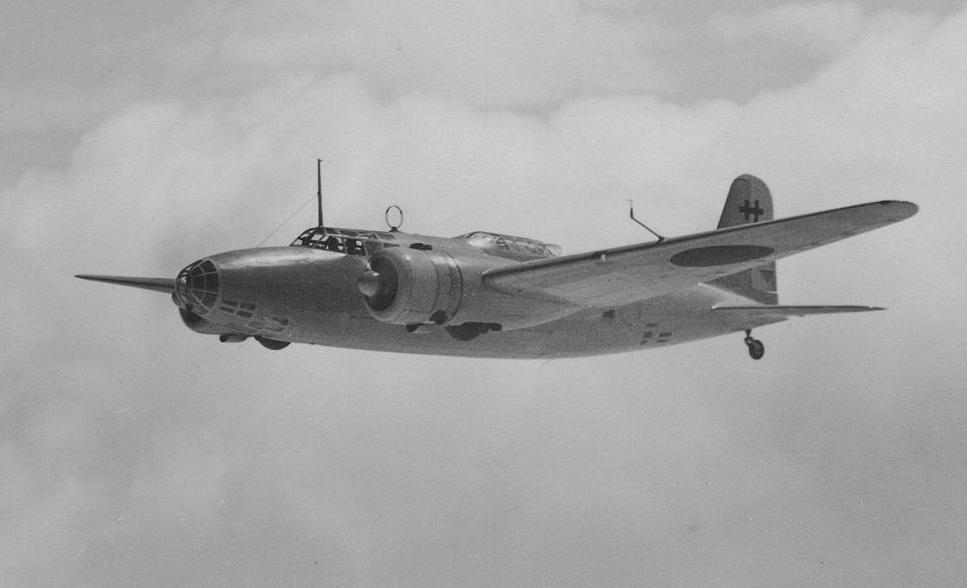
Бомбардировщик «97»
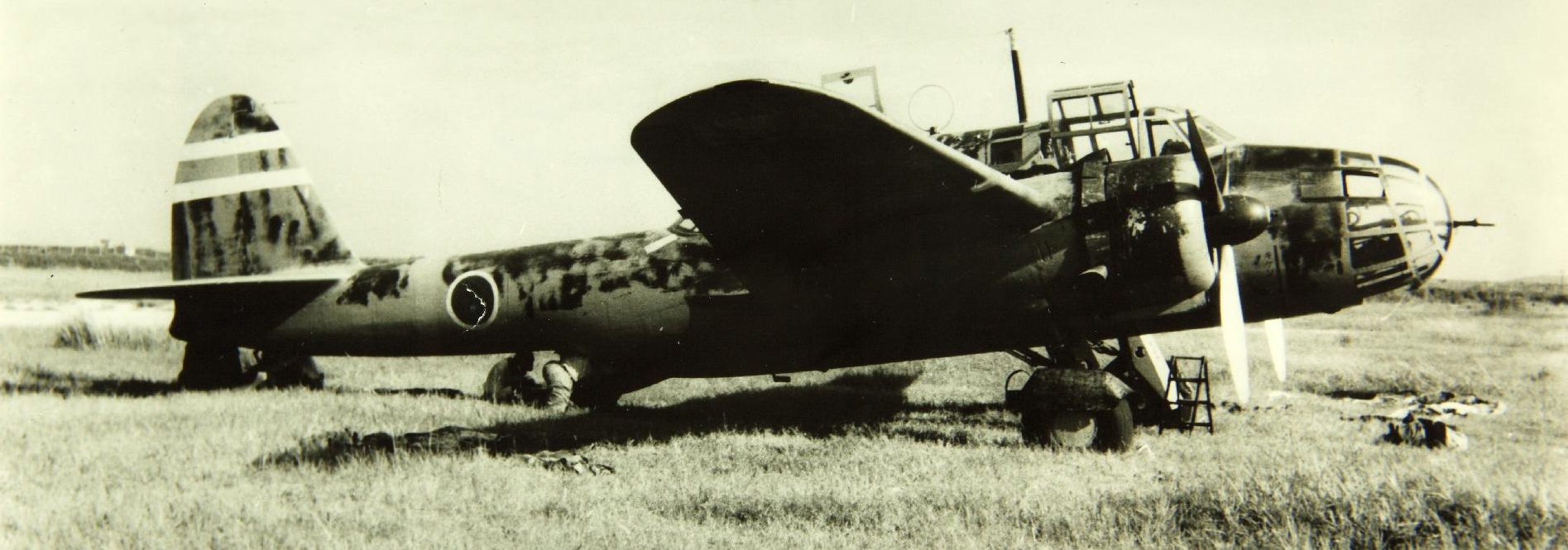
Бомбардировщик «99»
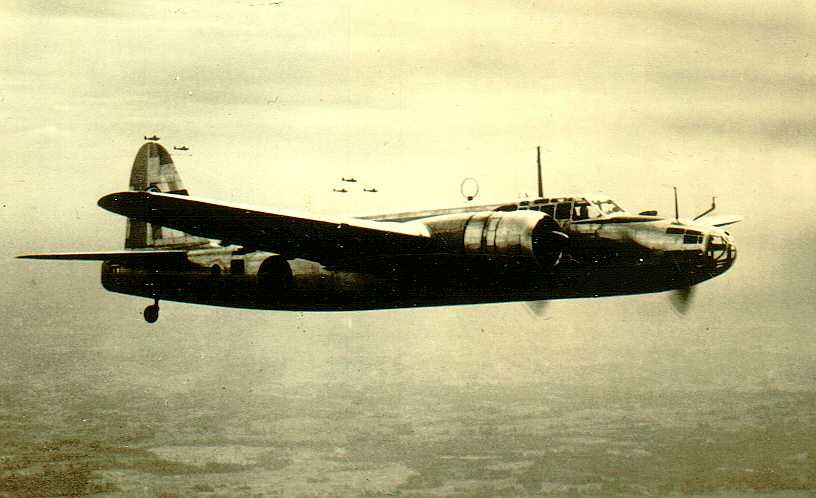
Бомбардировщик «100»/«Донрю»
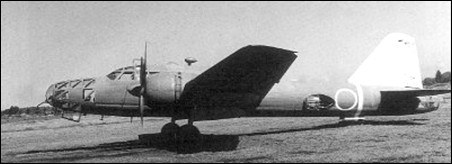
Бомбардировщик «4»/«Хирю»

- Легкий «97» («Ки. 30»)
- Легкий «98» («Ки. 32»)
- Бомбардировщик «97»(«Ки. 21»)
- Бомбардировщик «99» («Ки. 48»)
- Бомбардировщик «100»/«Донрю» («Ки. 49»)
- Бомбардировщик «4»/«Хирю» («Ки. 67»)

### Штурмовая

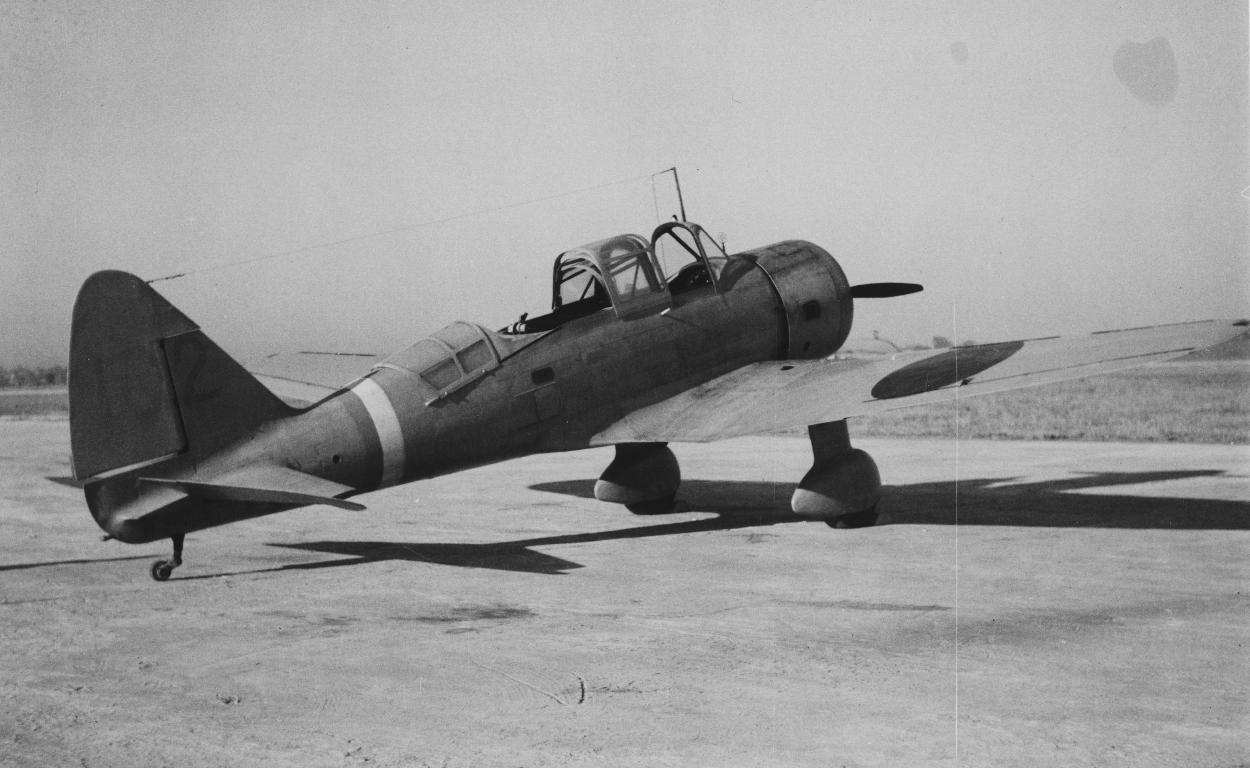
Штурмовик «98»
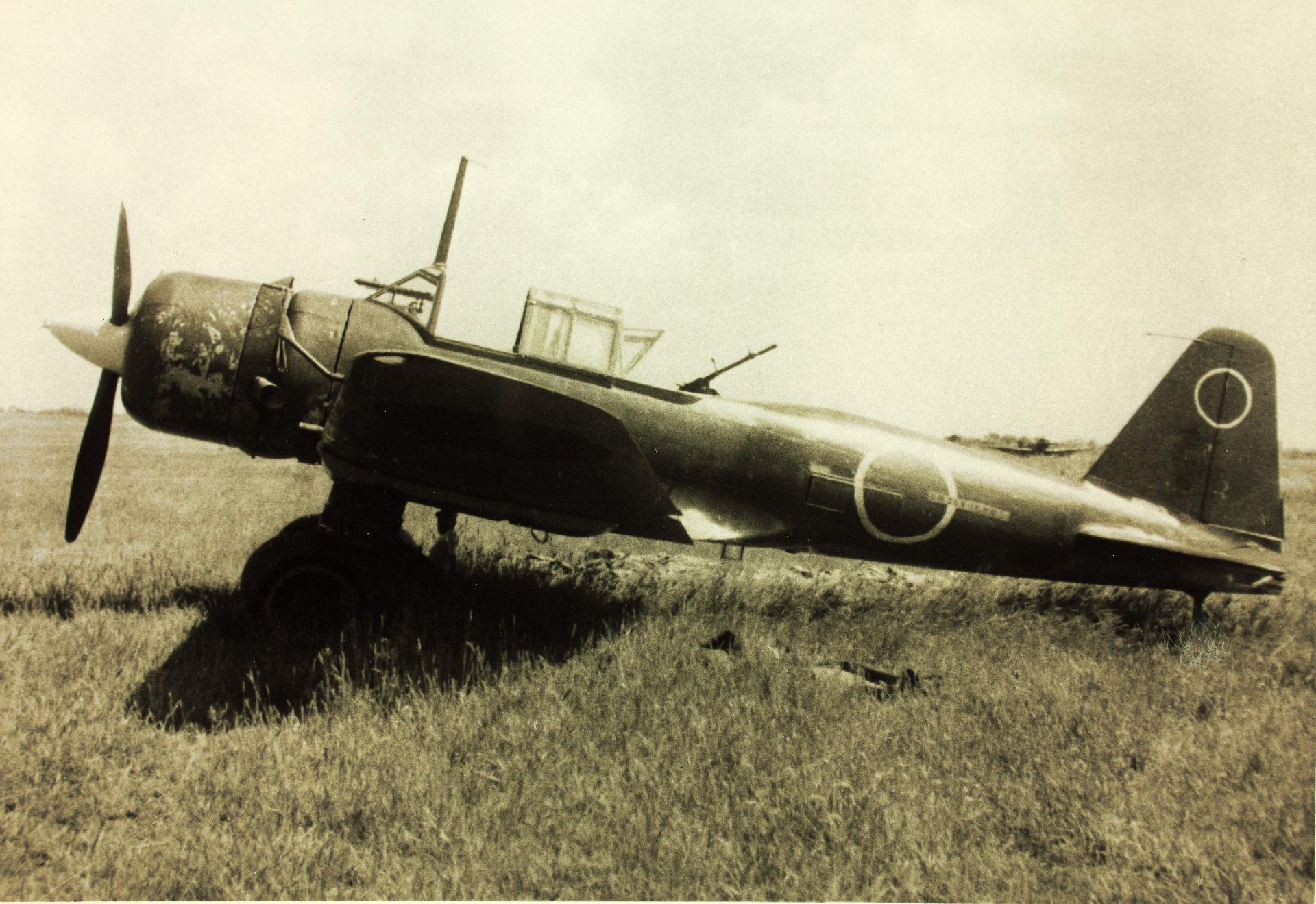
Штурмовик «99»

- Штурмовик «98» («Ки. 36»)
- Штурмовик «99» («Ки. 51»)

### Военно-транспортная

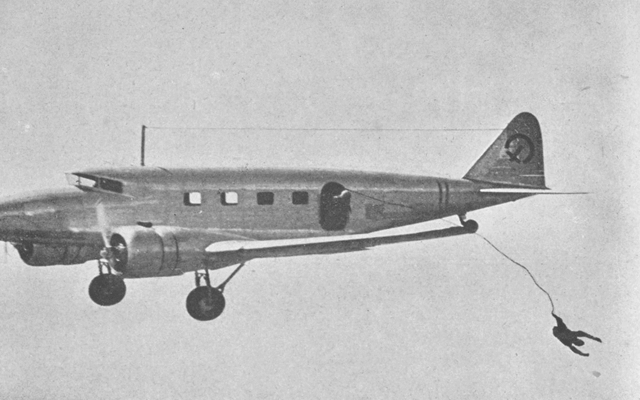
ВТА «97»
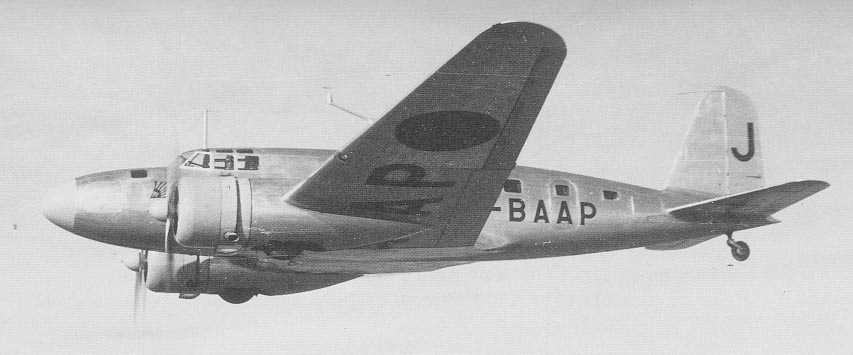
ВТА «100»
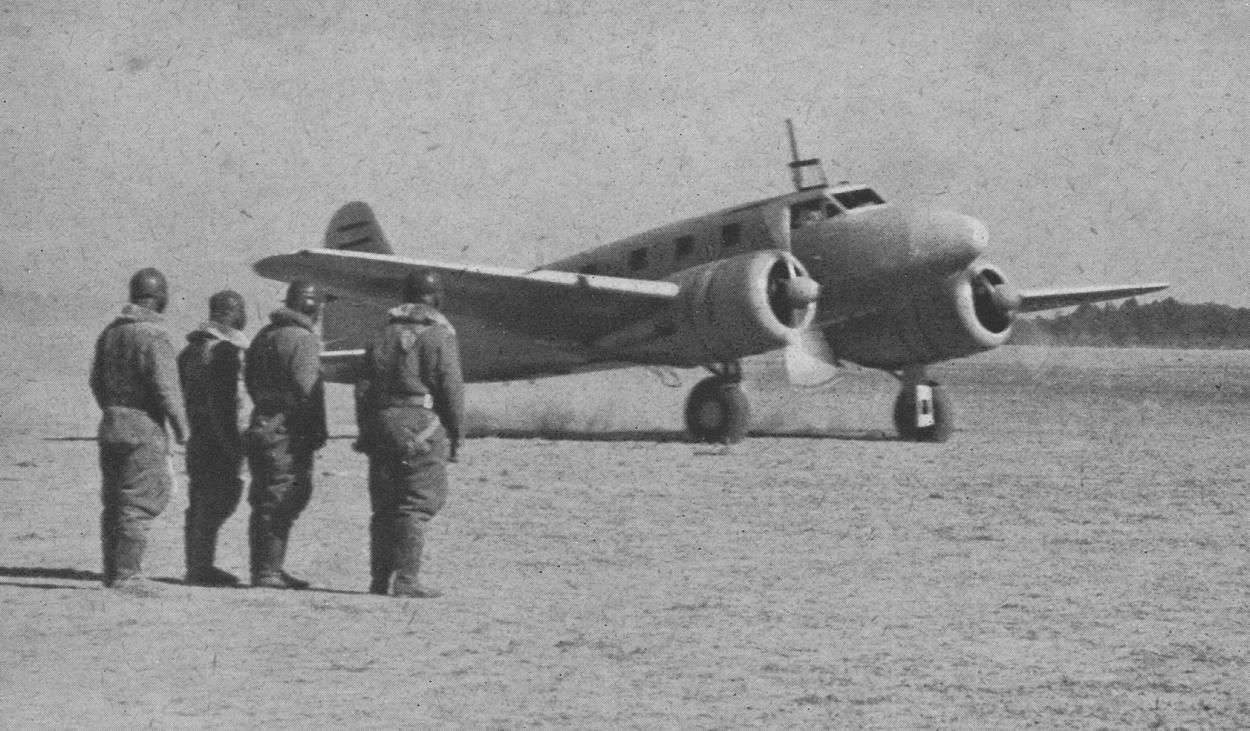
ВТА «1-Татикава»
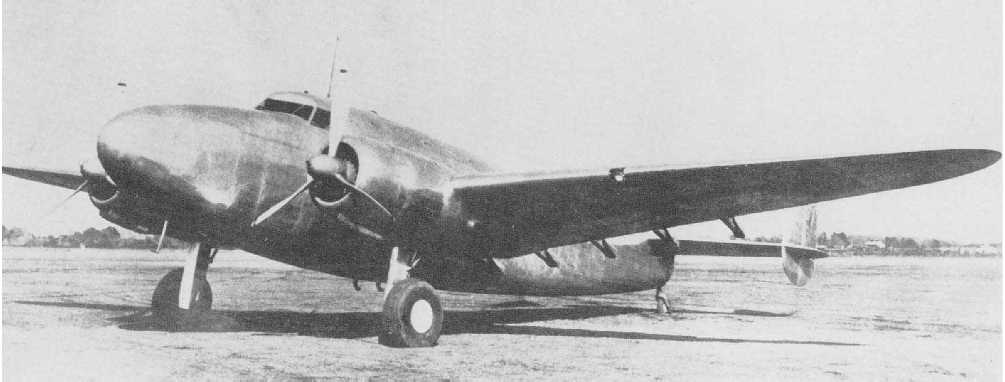
ВТА «1-Кавасаки»
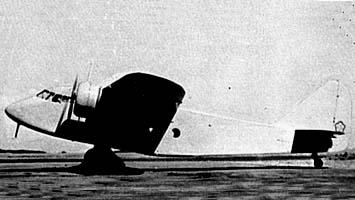
ВТА «1-Кокусай»

- Самолет ВТА «98» («Ки. 34»)
- Самолет ВТА «100» («Ки. 57»)
- Самолет ВТА «1-Татикава» («Ки. 54»)
- Самолет ВТА «1-Кавасаки» («Ки. 56»)
- Самолет ВТА «1-Кокусай» («Ки. 59»)

### Разведывательная

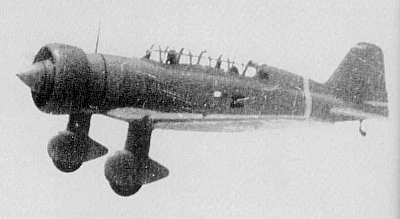
Разведчик «97»
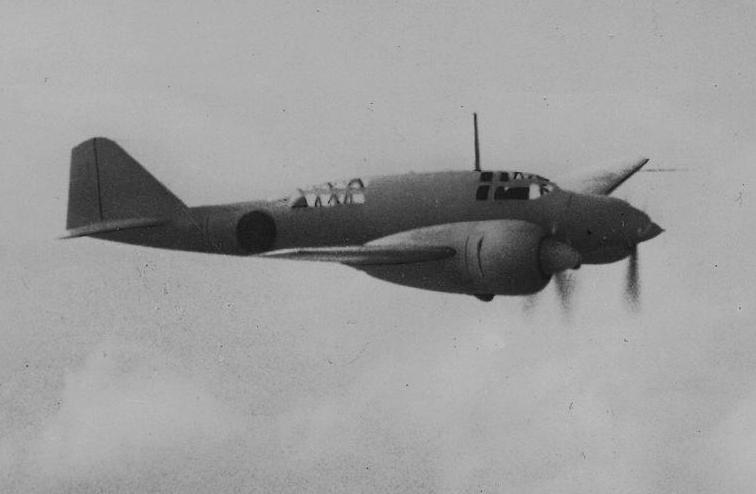
Разведчик «100»

- Разведчик «97» («Ки. 15»)
- Разведчик «100» («Ки. 46»)

### Учебно-боевая

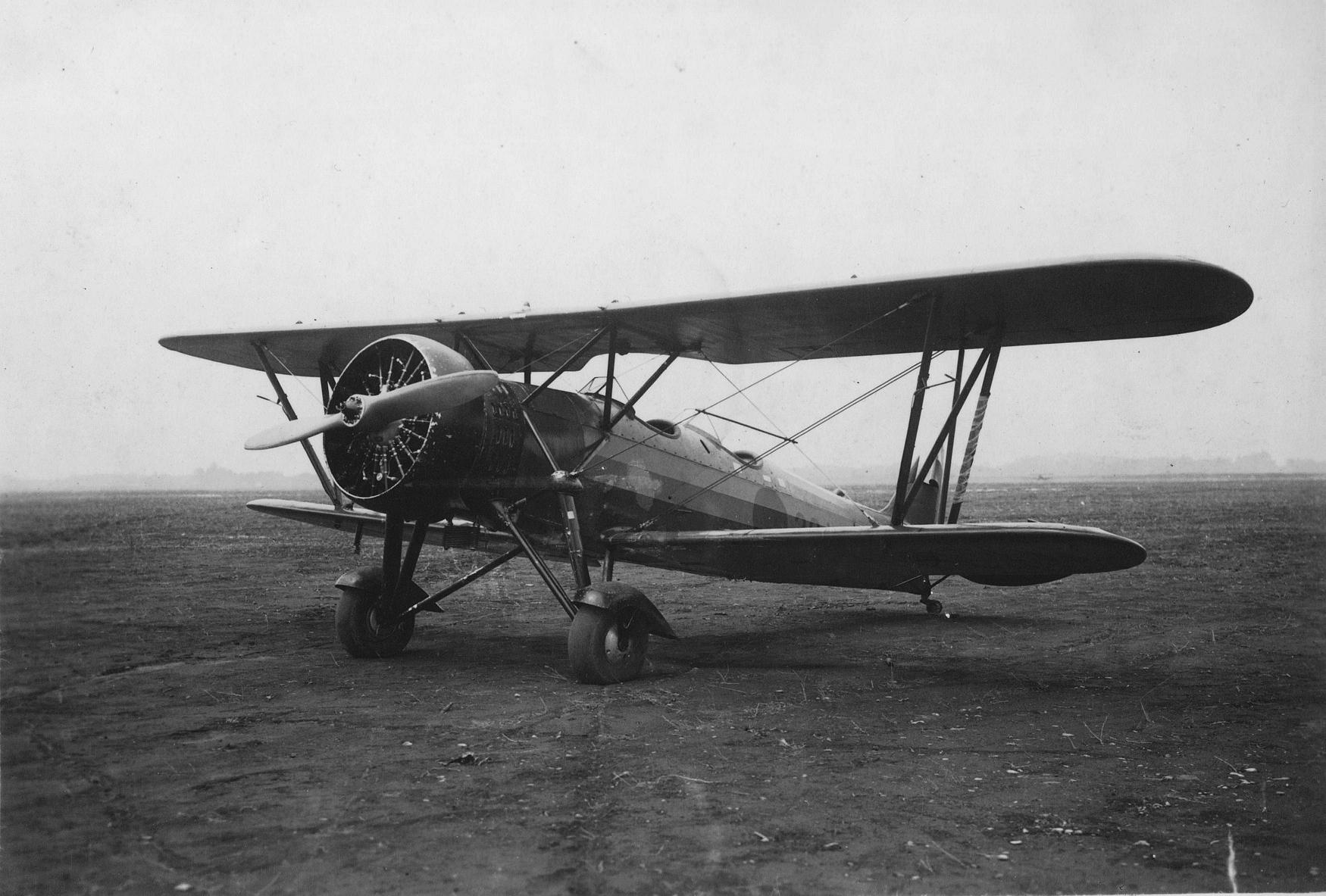
Учебный «95-1»
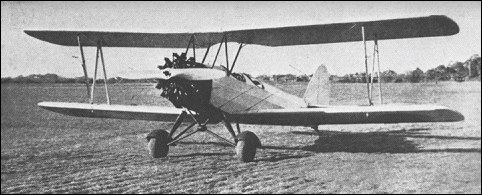
Учебный «95-3»
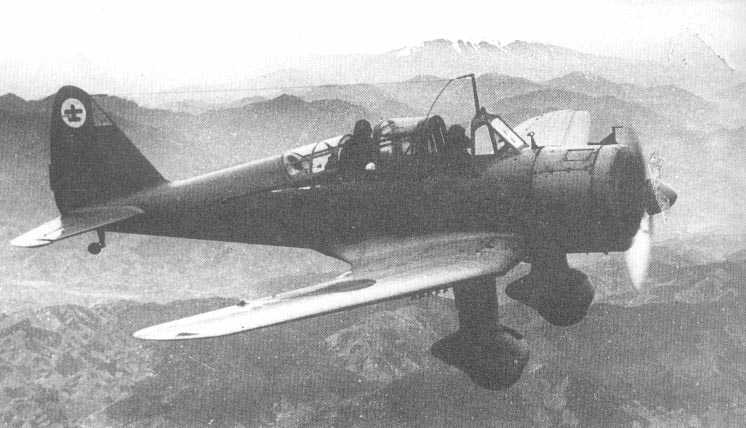
Учебный «99»
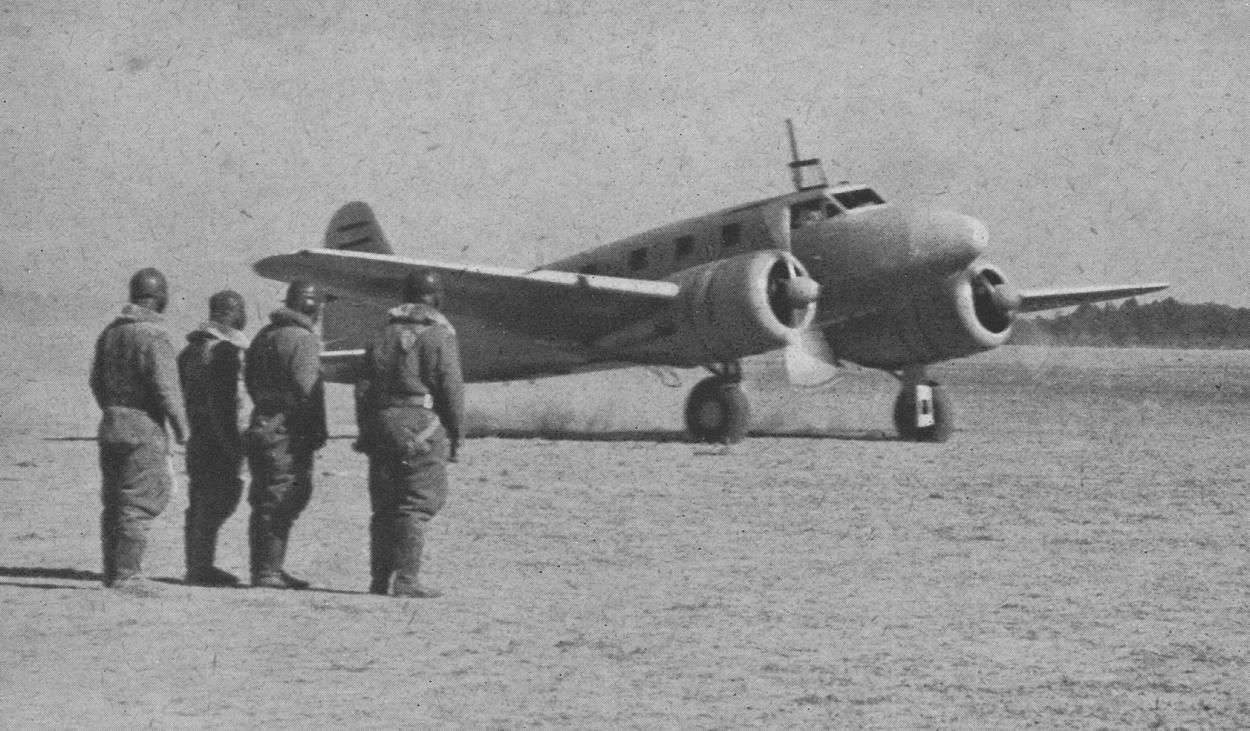
Учебный «1-А»

- Учебный биплан «95-1» («Ки. 9»)
- Учебный биплан «95-3» («Ки. 17»)
- Учебный моноплан«99» («Ки. 55»)
- Учебно-боевой бомбардировщик «1-А» («Ки. 34»)

### Прочие
- Kokusai Ki-76
- Kayaba Ka-1

## Авиазаводы Сухопутных войск
Главному управлению авиации Сухопутных войск Императорской Японии подчинялось КБ авиазавода № 1 Сухопутных войск (в/ч «Татикава»), где проводились исследования в разработки и модернизации ЛА армейской авиации. На территории авиазавода имелся военный аэродром и инфраструктура для летных испытаний.

## Гидроавиатранспорты Сухопутных войск Императорской Японии
Из-за существования в Вооруженных силах Японской империи двух независимых относительно друг друга военных инфраструктур Сухопутных войск и ВМС командование Сухопутных войск Императорской Японии приняло решение иметь в распоряжении СВ Японии собственные десантные транспорты для обеспечения морских перевозок Сухопутных войск. Эти эскортные авианосцы производились путём переделки существующих небольших пассажирских или торговых судов. Такие вспомогательные транспорты могли нести от 8 до 38 ед. ЛА и перевозить личный состав и бронетехнику Сухопутных войск.
Гидроавиатранспортами Сухопутных войск числились суда: «Тайё», «Унъё», «Тюё», «Синъё», «Кайё», «Камакура», «Акицу», «Нигицу», «Кумано», «Ямасиро», «Тигуса», «Симанэ» и «Отакисан». Транспорты ходили с гражданскими командами под командованием торговых капитанов, а сухопутные войска предоставляли части судовой охраны и зенитные расчёты ПВО.